# وون جین آه
وون جین آه (کره‌ای: 원진아؛ زادهٔ ۲۹ مارس ۱۹۹۱) بازیگر اهل کره جنوبی است. او به خاطر ایفای نقش در زندگی (۲۰۱۸) و به آرامی ذوبم کن (۲۰۱۹) شناخته می‌شود.

## فیلم‌شناسی

### مجموعه تلویزیونی
| سال     | عنوان                | نقش          | منابع       |
| ------- | -------------------- | ------------ | ----------- |
| ۲۰۱۷–۱۸ | درخشش باران          | ها مون سو    | [ ۳ ]       |
| ۲۰۱۸    | زندگی                | لی نو ئول    | [ ۴ ]       |
| ۲۰۱۹    | به آرامی ذوبم کن     | گو می ران    | [ ۵ ]       |
| ۲۰۲۱    | او هرگز نخواهد فهمید | یون سونگ آه  | [ ۶ ]       |
| ۲۰۲۱    | عازم جهنم            | سونگ سو هیون | [ ۷ ]       |
| ۲۰۲۲    | یونیکورن             | اشلی         | [ ۸ ] [ ۹ ] |